# Застраховане, презастраховане и допълнително пенсионно осигуряване
Застраховане, презастраховане и допълнително пенсионно осигуряване е подотрасъл на финансовите услуги.
Той обхваща дейностите по застраховане, включително животозастраховане и допълнително здравно осигуряване, както и презастраховането и допълнителното пенсионно осигуряване. Характерно за сектора е управлението на финансови активи с оглед управление на риска за клиентите от определени събития.